# Phaeochlaena costidentata
Phaeochlaena costidentata är en fjärilsart som beskrevs av Paul Dognin 1908. Phaeochlaena costidentata ingår i släktet Phaeochlaena och familjen tandspinnare. Inga underarter finns listade i Catalogue of Life.